# توپ‌قره (میانه)
توپ‌قره یکی از روستاهای استان آذربایجان شرقی است که در دهستان گرمه جنوبی بخش مرکزی شهرستان میانه واقع شده‌است.
جمعیت روستا توپقره میانه در سال 1401 تعداد بیش از 45 خانوار میباشد.توپقره روستایی از توابع شهرستان میانه استان آذربایجان شرقی است که در دهستان گرمه جنوبی بخش مرکزی شهرستان میانه واقع شده‌است. كانال تلگرامي روستا topgharamiiane@فاصله روستای توپقره تا میانه، حدودا 15 کیلومتر است. مردم روستا به زبان ترکی آذربایجانی تکلم می‌کنند. جمعیت روستای توپقره حدود 50 خانوار می‌باشد. جمعیت این روستا پس از انقلاب ۱۳۵۷، بعلت مهاجرت به شهرهای بزرگ کاهش یافت ولی در سالهای اخیر با اتخاذ سیاست‌های حمایتی از سوی دولت و ایجاد امکانات رفاهی نظیر اب بهداشتی، برق، گاز و جاده‌های اسفالته، روند مهاجرت از شهر به روستا به‌طور نامحسوسی افزایش یافته‌است. روستای توپقره استعداد سرمایه‌گذاری در زمینه‌های گردشگری، کشاورزی و باغداری را با توجه به شرایط اب و هوای معتدل و نیمه کوهستانی را دارد. در زمینه گردشگری نیز کارهای صورت پذیرفته‌است و با طرح هادی متأسفانه بافت قدیمی این روستا از بین رفته ولی باعث ارتقا مدنیت در این روستا شده‌است.